# Heathers: The Musical
Heathers: The Musical is een rockmusical met muziek, tekst en boek van Laurence O'Keefe en Kevin Murphy, gebaseerd op de gelijknamige film uit 1989, geschreven door Daniel Waters. Tot de producenten behoren: J. Todd Harris, Amy Powers, RJ Hendricks en Andy Cohen. Na een uitverkochte try-out in Los Angeles verhuisde de show in 2014 naar off-Broadway. Na de run in 2014 had de show een Off-West End run in 2018 en werd vervolgens overgebracht naar West End in 2018 voor een korte run.
De show zelf is een high-energy zwarte komedie. Maar het opent tevens gesprekken over donkere kwesties, waaronder: pesten, tienerzelfmoord, seksueel geweld en schoolgeweld.

## Achtergrond
Andy Cohen en J. Todd Harris kochten de rechten van Daniel Waters (de scenarioschrijver van de film) en dachten onmiddellijk aan Andy Fickman voor de regie van het stuk. Na het zien van Laurence O'Keefe's werk met Legally Blonde en hoe hij de overstap maakte van film naar theater, besloot hij hem te koppelen aan Reefer Madness-medewerker Kevin Murphy. Oorspronkelijk zat tekstschrijfster Amy Powers in het creatieve team, maar zij stapte over naar producenten Cohen en Harris.  Fickman, Murphy en O'Keefe waren ook de producenten van de oorspronkelijke producties in Los Angeles en New York. Fickman zei over de ervaring: "We vonden dat Heathers veel mogelijkheden bood voor commentaar op de jaren '80 en een grote kans bood voor muziek en verhalen vertellen."

## Plot
De musical volgt de film in de verhaallijn, al zijn er wel meerdere aanpassingen geweest:
- Er zit een achtergrondverhaal in over de vriendschap van Veronica en de Heathers.
- Martha Dunnstock is in de musical Veronica's beste vriendin in plaats van Betty.
- Na de dood van Heather Chandler, Kurt & Ram blijven zij in het verhaal als spoken.

## Cast
| Karakter                                   | Joe's Pub (2010)  | Los Angeles (2013)   | Off-Broadway (2014)  | Off-West End (2018)  | West End (2018)      |
| ------------------------------------------ | ----------------- | -------------------- | -------------------- | -------------------- | -------------------- |
| Veronica Sawyer                            | Annaleigh Ashford | Barrett Wilbert Weed | Barrett Wilbert Weed | Carrie Hope Fletcher | Carrie Hope Fletcher |
| Jason "J.D." Dean                          | Jeremy Jordan     | Ryan McCartan        | Ryan McCartan        | Jamie Muscato        | Jamie Muscato        |
| Heather Chandler                           | Jenna Leigh Green | Sarah Halford        | Jessica Keenan Wynn  | Jodie Steele         | Jodie Steele         |
| Heather McNamara                           | Corri English     | Elle McLemore        | Elle McLemore        | Sophie Isaacs        | Sophie Isaacs        |
| Heather Duke                               | Christine Lakin   | Kristolyn Lloyd      | Alice Lee            | T'Shan Williams      | T'Shan Williams      |
| Martha Dunnstock                           | Julie Garnye      | Katie Ladner         | Katie Ladner         | Jenny O’Leary        | Jenny O’Leary        |
| Ram Sweeney                                | PJ Griffith       | Jon Eidson           | Jon Eidson           | Dominic Andersen     | Dominic Andersen     |
| Kurt Kelly                                 | James Snyder      | Evan Todd            | Evan Todd            | Chris Chung          | Chris Chung          |
| Bill Sweeney / Big Bud Dean / Coach Ripper | Eric Leviton      | Rex Smith            | Anthony Crivello     | Edward Baruwa        | Nathan Amzi          |
| Paul Kelly / Mr. Sawyer / Principal Gowan  | Zachary Ford      | Daniel Cooney        | Daniel Cooney        | Jon Boydon           | Jon Boydon           |
| Mrs. Sawyer / Pauline Fleming              | Jill Abramovitz   | Rena Strober         | Michelle Duffy       | Rebecca Lock         | Rebecca Lock         |

## Nummers
Act I
- "Beautiful" – Veronica, H. Chandler, H. McNamara, H. Duke, Kurt, Ram, Martha, Ms. Fleming & ensemble
- "Candy Store" – H. Chandler, H. McNamara & H. Duke
- "Fight for Me" – Veronica & studenten
- "Candy Store" (Playoff) † – H. Chandler, H. McNamara & H. Duke
- "Freeze Your Brain" – J.D.
- "Big Fun" – Ram, Kurt, Veronica, H. Chandler, H. McNamara, H. Duke & studenten
- "Dead Girl Walking" – Veronica & J.D.
- "Veronica's Chandler Nightmare" † – H. Chandler & ensemble
- "The Me Inside of Me" – H. Chandler, Veronica, J.D., Ms. Fleming, directeur, Coach, politieagenten & ensemble
- "Blue" (2010-2018) – Ram, Kurt, H. Duke & H. McNamara
- "You're Welcome" (2018–heden) †† – Ram, Kurt, Veronica
- "Blue" (Reprise, 2010–2018) † – Ram, Kurt, H. Duke, H. McNamara en studenten
- "Never Shut Up Again" (2018–heden) †† – H. Duke, Ram, Kurt and Ensemble (vervangt "You're Welcome" (Reprise) van de middelbare school versie)
- "Blue" (Playoff, 2010–2018) † - studenten
- "Our Love is God" – J.D., Veronica, Ram, Kurt & ensemble

Act II
- "Prom or Hell?" † – Veronica
- "My Dead Gay Son" – Ram's vader, Kurt's vader & rouwenden
- "Seventeen" – Veronica and J.D.
- "Shine a Light" – Ms. Fleming & studenten
- "Lifeboat" – H. McNamara
- "Shine a Light" (Reprise) – H. Duke & studenten
- "I Say No" (2018–present) †† - Veronica & Ensemble
- "Hey Yo, Westerburg" † – H. McNamara en studenten
- "Kindergarten Boyfriend" – Martha
- "Yo Girl" – H. Chandler, Ram, Kurt, Veronica & Veronica's moeder.
- "Meant to Be Yours" – J.D. en studenten.
- "Dead Girl Walking" (Reprise) – Veronica, J.D., Ms. Fleming & studenten
- "I Am Damaged" – J.D. and Veronica
- "Seventeen" (Reprise) – Veronica, Martha, H. McNamara, H.Duke & Ensemble

† Geen deel van officiële uitgaves.

†† Nummers toegevoegd aan de West End variant en alle daarop volgende varianten.

## Middelbare school versie
Na zijn 2014 Off-Broadway run, kreeg de musical cultstatus door fans, en dienden meerdere middelbare scholen verzoeken in voor de licentierechten. Vanwege de vele verzoeken werd een verkorte "PG-13" versie in elkaar gezet. Deze nieuwe versie was gemaakt door schrijvers Laurence O'Keefe en Kevin Murphy, iTheatrics, en licentieverstrekker Samuel French.  De meeste godslastering in de show werd geschrapt, "Big Fun," "Dead Girl Walking," en de meerderheid van de liedjes kregen herschreven teksten en één nieuw liedje, "You're Welcome" werd geschreven voor de show om "Blue" te vervangen. De oorspronkelijke toneelschrijvers - O'Keefe en Murphy - hebben sindsdien publiekelijk verklaard dat ze de voorkeur geven aan "You're Welcome" boven "Blue", en de verandering werd officieel doorgevoerd voor de Londense productie van Heathers in juni 2018.